# Летец изпитател
Летец изпитател се нарича професионален пилот, извършващ изпитателни полети с летателни апарати. Това могат да са както изпитания на прототипите на нови машини, предназначени за масово производство, така и полети с експериментални апарати с цел натрупването на техническа информация.
Професията на летеца изпитател в миналото е била свързана с голям риск и висока смъртност, но след 1960-те години напредъкът в технологиите постепенно я прави по-безопасна. Въпреки това летенето с експериментални машини все още е по-рисковано от повечето останали видове летене.